# Aleksandrs Čaks
Aleksandrs Čaks, właśc. Aleksandrs Čadarainis (ur. 27 października 1901 w Rydze, zm. 8 lutego 1950 tamże) – łotewski pisarz i poeta.
W latach 1915-1922 przebywał w Rosji, tworzył w języku łotewskim i rosyjskim. Był czołowym przedstawicielem lewicowej awangardy, wprowadził do poezji tematykę wielkomiejską. Napisał poemat o zamierzchłych dziejach Rygi, pisał także patriotyczne wiersze (m.in. poemat Mūžības skartie (Dotknięte wiecznością 1937-1939) nawiązujące do wydarzeń I wojny światowej, rewolucji październikowej 1917, wojny domowej i przemian socjalistycznych, opublikował także zbiory opowiadań psychologicznych, prace krytycznoliterackie, recenzje teatralne i filmowe.